# Aeroportul Karonga
Aeroportul Karonga (IATA: KGJ, ICAO: FWKA) este un aeroport din Malawi ce deservește zona Karonga. A fost numit după zona deservită.
Situat la o altitudine de 537 m, aeroportul dispune de o singură pistă.